# داروی بومیان
داروی بومیان (به انگلیسی: Bush medicine) شامل داروهای سنتی مورد استفاده بومیان استرالیا، بومیان جزیره استرالیا و جزیره‌نشینان تنگه تورس است. مردم بومی هزاران سال است که از اجزای مختلف گیاه و برخی از جانوران بومی استرالیا به عنوان دارو استفاده می‌کنند و اقلیت‌هایی برای دریافت داروهایی با هدف ارائه شفای جسمی و روحی به درمانگران در جوامع خود روی می‌آورند.